# Cyclopogon inaequilaterus
Cyclopogon inaequilaterus är en orkidéart som först beskrevs av Eduard Friedrich Poeppig och Stephan Ladislaus Endlicher, och fick sitt nu gällande namn av Rudolf Schlechter. Cyclopogon inaequilaterus ingår i släktet Cyclopogon, och familjen orkidéer. Inga underarter finns listade i Catalogue of Life.